# Carpato-danubienne
 (octobre 2024).
Si vous disposez d'ouvrages ou d'articles de référence ou si vous connaissez des sites web de qualité traitant du thème abordé ici, merci de compléter l'article en donnant les références utiles à sa vérifiabilité et en les liant à la section « Notes et références ».
 (janvier 2023).
 (janvier 2023).
Entre environ 1900 et 1700 av. J.-C., durant une période qu'on appelle période de passage à l'âge du bronze, une population nouvelle, différente des autochtones, en provenance des steppes au nord de la Mer Noire, a déferlé en flots successifs sur le territoire situé entre la mer, le bassin du Danube et les montagnes des Carpates.
Cette population fait partie de la grande famille des peuples indo-Européens et leur activité de base était l'élevage du bétail. Nous[Qui ?] assistons à ce qui s'appelle le processus d'indo-européanisation des contrées carpato-danubiennes où les habitants commencent à employer une langue indo-européenne primitive.
Après "la sédimentation" de la vague indo-européenne dans la zone carpato-danubienne, on peut affirmer[Qui ?] que les habitants de ces régions sont les Thraces, dont descendront, au début de l'époque suivante, les Gètodaces, comme branche distincte.